# Anolis armouri
Anolis armouri – gatunek jaszczurki z rodziny Anolidae. Endemit wyspy Haiti, zagrożony wyginięciem.

## Systematyka
Gatunek zalicza się do rodzaju Anolis. Rodzaj ten umieszcza się zgodnie z aktualną systematyką w monotypowej rodzinie Anolidae. W przeszłości zaliczano go jednak do rodziny legwanowatych (Iguanidae).

## Rozmieszczenie geograficzne
Haiti (na południu kraju) i Dominikana (na południowym zachodzie) to jedyne państwa świata, na terenie których żyje ten anolis. Stwierdzenie z gór Massif de la Hotte na południowym zachodzie Haiti w wyniku rewizji taksonomicznej (Köhler i inni, 2019) nie zostało uznane jako należące do tego gatunku; w tej sytuacji zasięg występowania gada szacuje się na 2700 km².
Wysokość, na której można spotkać opisywanego przedstawiciela łuskonośnych, zawiera się w przedziale od 760 do 2440 m n.p.m.

## Siedlisko
Jaszczurka ta zamieszkuje siedliska suche, takie jak lasy sosnowe, często spotyka się ją w lasach zmodyfikowanych działaniami ludzkimi.

## Zagrożenia i ochrona
W Czerwonej księdze gatunków zagrożonych IUCN Anolis armouri jest klasyfikowany jako gatunek zagrożony (EN, ang. Endangered).
Lokalnie gatunek jest pospolity, ale zachowane siedliska w obrębie jego występowania zasięgu są mocno pofragmentowane.
Zwierzęciu zagrażają pożary oraz utrata środowiska naturalnego spowodowana rozwojem rolnictwa i urbanizacją. Część zasięgu występowania zwierzęcia leży w obrębie obszarów chronionych, takich jak Park Narodowy Sierra de Bahoruco czy Park Narodowy La Visite, ale zapewniana przez nie ochrona jest nieskuteczna.